# Extraterestrická kontaminace

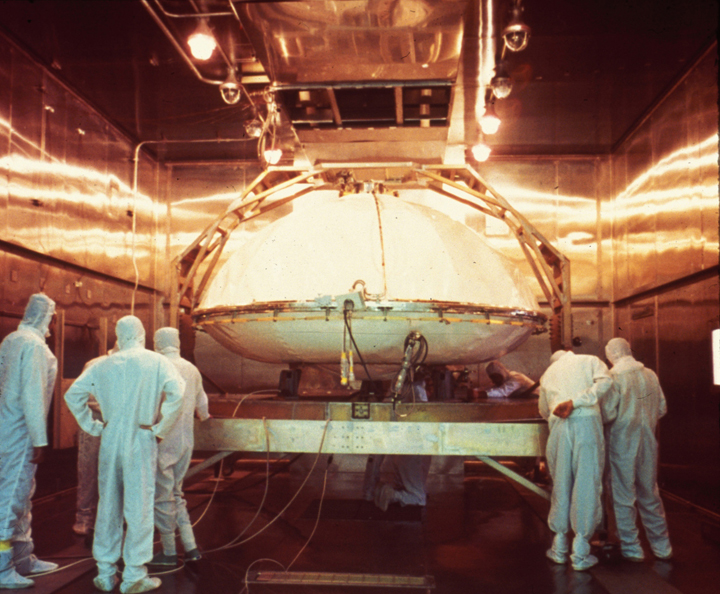
Příprava sterilizace kosmické sondy Viking.

Extraterestrická kontaminace (nebo meziplanetární kontaminace) je riziko biologické kontaminace prostřednictvím kosmické sondy nebo kosmické lodi.
Rozlišují se dva typy meziplanetární kontaminace:
1. Odchozí kontaminace (prvotní) je přenos rizikového materiálu ze Země na jinou planetu.
2. Příchozí kontaminace (zpětná, druhotná) je přenos rizikového materiálu do biosféry Země. Sem spadají i možné infekce lidí na stanovištích v kosmu.